# Eugamandus cayamae
Eugamandus cayamae är en skalbaggsart som beskrevs av Fisher 1926. Eugamandus cayamae ingår i släktet Eugamandus och familjen långhorningar.
Artens utbredningsområde är Kuba. Inga underarter finns listade i Catalogue of Life.